# Orsinome elberti
Orsinome elberti là một loài nhện trong họ Tetragnathidae.
Loài này thuộc chi Orsinome. Orsinome elberti được Embrik Strand miêu tả năm 1911.